# Las Carantoñas

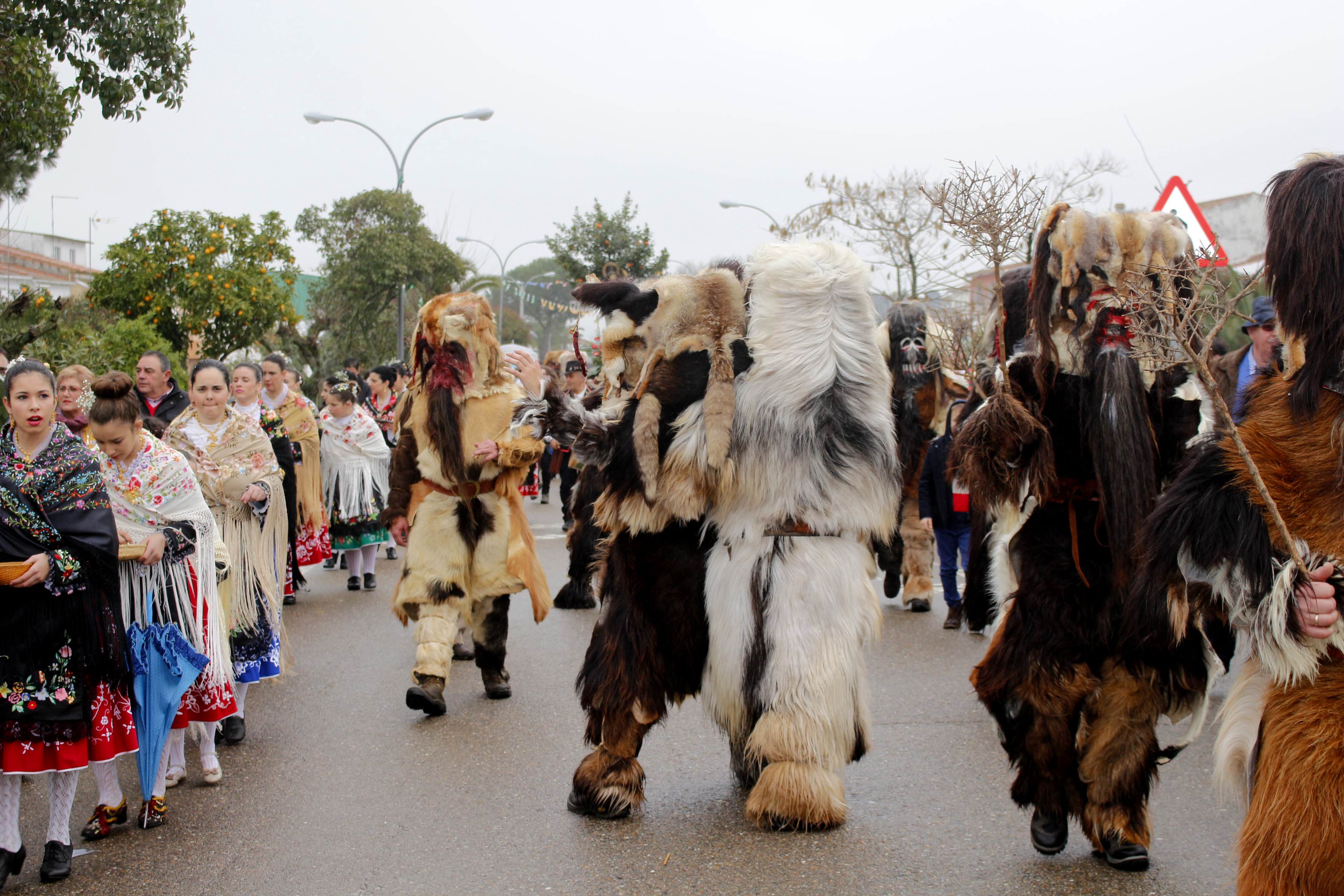
Preparadas para la reverencia al Santo.

Las Carantoñas es una fiesta declarada de Interés Turístico Nacional que se celebra los días 20 y 21 de enero en la localidad española de Acehúche, en honor a su patrón, San Sebastián.
Se cree representan el martirio de San Sebastián, quien, tras ser asaeteado, es abandonado atado a un árbol en el Monte Palatino, donde los osos lo adoraron por su santidad y lo encontraron los cristianos todavía vivos

## Celebración

### 20 de enero

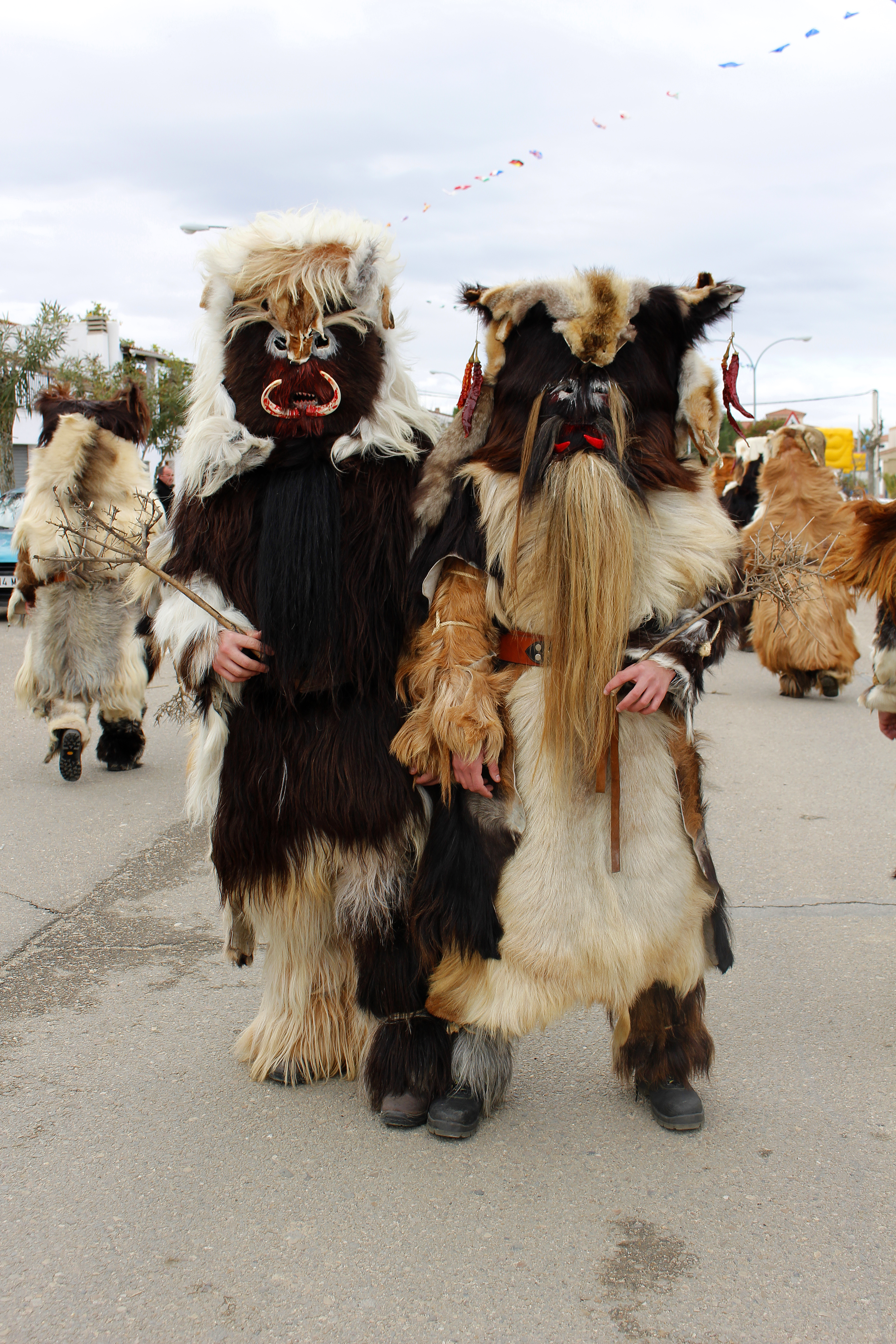
Esperando al Santo

En el amanecer del día 20 de enero, día de San Sebastián, tiene lugar la "Alborá". A las seis de la mañana, el tamborilero va despertando con su música a todo el pueblo, en especial a las Carantoñas. Y se dirigen a tomar migas con café preparadas por los mayordomos.
Más tarde, las carantoñas aún sin vestir, riegan el romero recogido el día antes por la Plaza de la Iglesia y la puerta del mayordomo acompañado de cohetes, señal de que empieza la fiesta.
Entre las 9 y las 10 de la mañana, tanto "regaoras" como carantoñas se comienzan a vestir.
Las Carantoñas son hombres que se visten con pieles de animales curtidas y una máscara fea. Representan las bestias que adoraban a San Sebastián cuando murió asaeteado. Ellas no pueden disfrazarse solas, ya que debido a la peculiaridad de la vestimenta es imposible. Les ayudan entre familiares y amigos. Son siempre hombres, es tradición. Se suelen vestir por promesa al Santo.
Las regaoras son las mujeres del pueblo ataviadas con el traje típico regional, denominado de "bayeta". Su función es acompañar al Santo en procesión, cantándole sus himnos y regándole con confites y confeti.
Otro papel importante en la fiesta son los "tiraores" que son hombres del pueblo que armados con escopetas de cartuchos, esperan al Santo a la salida de la iglesia y por la procesión en esquinas y bocacalles, disparando al unísono, a modo de salvas, sus escopetas.
A las 11 de la mañana, todo el mundo se congrega en la puerta del mayordomo en busca de los cartuchos, de los confetis, y en busca de las ansiadas Carantoñas para bailar con ellas al son del tamborilero.
Un poco antes de las 12, todos se dirigen a las inmediaciones de la Iglesia. Las regaoras entran para cantarle los himnos al Santo y decirle vivas, antes de salir por la puerta.
Llega el momento más esperado por los acehucheños, San Sebastián sale por la puerta de la Iglesia. Regaoras, carantoñas, tiraores, vecinos y mucha fe y emoción se vive en ese momento. Las regaoras tiran confetis y confites al salir el Santo al unísono de vivas y las salvas al cielo. Y comienza la procesión. Las Carantoñas comienzan a hacer las reverencias al Santo, en las cuales se viven muchas emociones. Coger al Santo también es algo que todo vecino quiere.
En medio de la procesión, el Santo hace una parada en la casa del mayordomo para que este le recite la "loa" (que son las palabras de agradecimiento a San Sebastián).

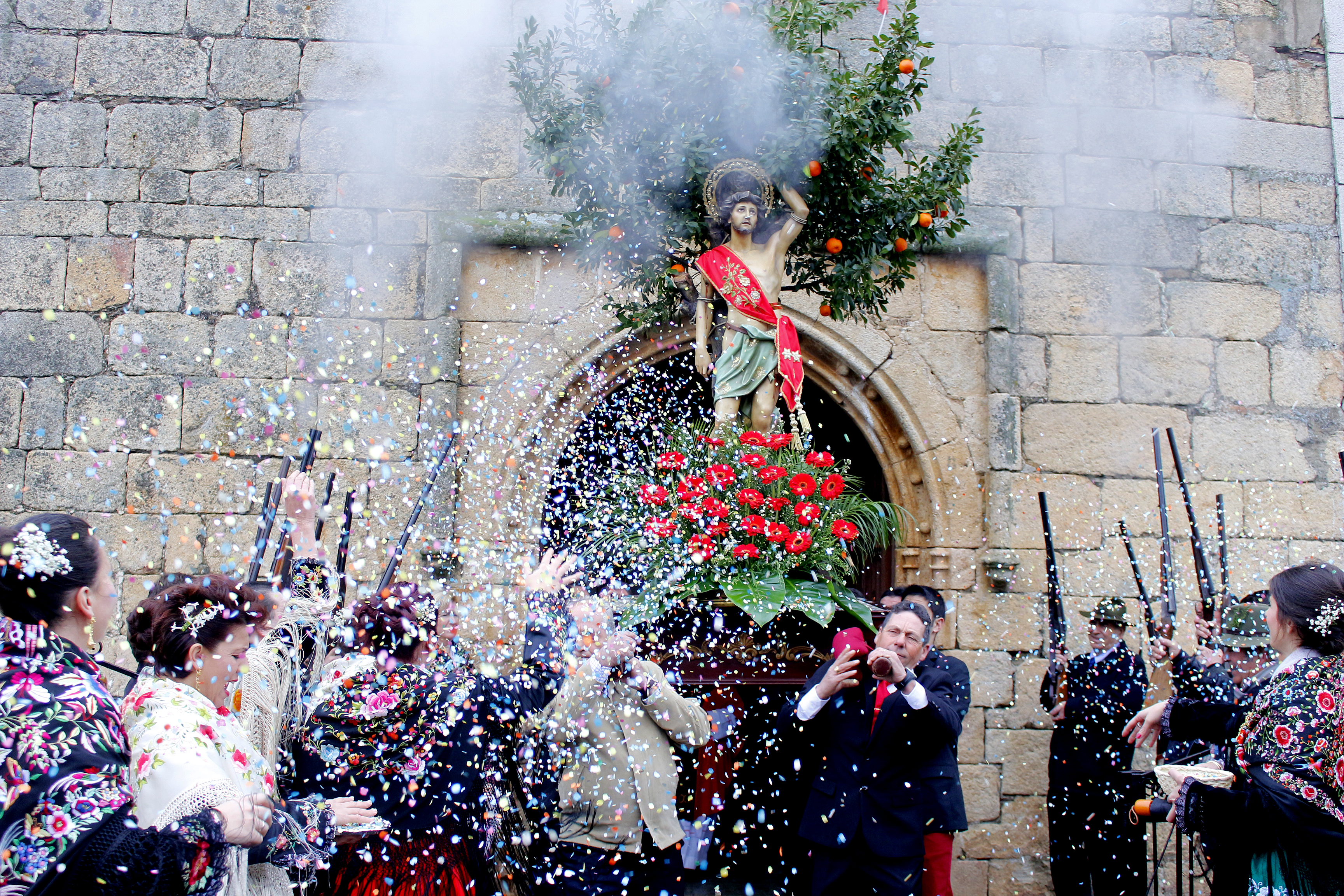
Salida de San Sebastián, Acehúche (Cáceres)

Cuando el Santo llega de nuevo a la Iglesia, comienza la misa. Las Carantoñas permanecen fuera de la Iglesia, ya que no les está permitido entrar "porque son bestias, máscaras".
Terminada la misa, las Carantoñas bailan en la Plaza de la Iglesia junto con las regaoras y todo vecino que quiera hacerlo.
Para concluir la fiesta, aparece una Carantoña repartiendo "papas" que son natillas caseras, entre los asistentes y las Carantoñas. Y la Vacatora, que es una Carantoña a medio desvestir, con una cornamenta sobre unas parihuelas y tapada con una manta, que deja asomar unos largos cuernos de vaca y lleva colgando un descomunal cencerro. Su misión es dar por finalizada la fiesta, asustando a las Carantoñas y dispersándolas, entre carreras y revolcones, jolgorio este, en el que participan todos los presentes.
Como colofón, todos se dirigen a un convite para todos los asistentes, con dulces típicos hechos por los mayordomos y vino de la zona.

### 21 de enero
El día 21 de enero es San Sebastianino y la fiesta se repite.

## Historia

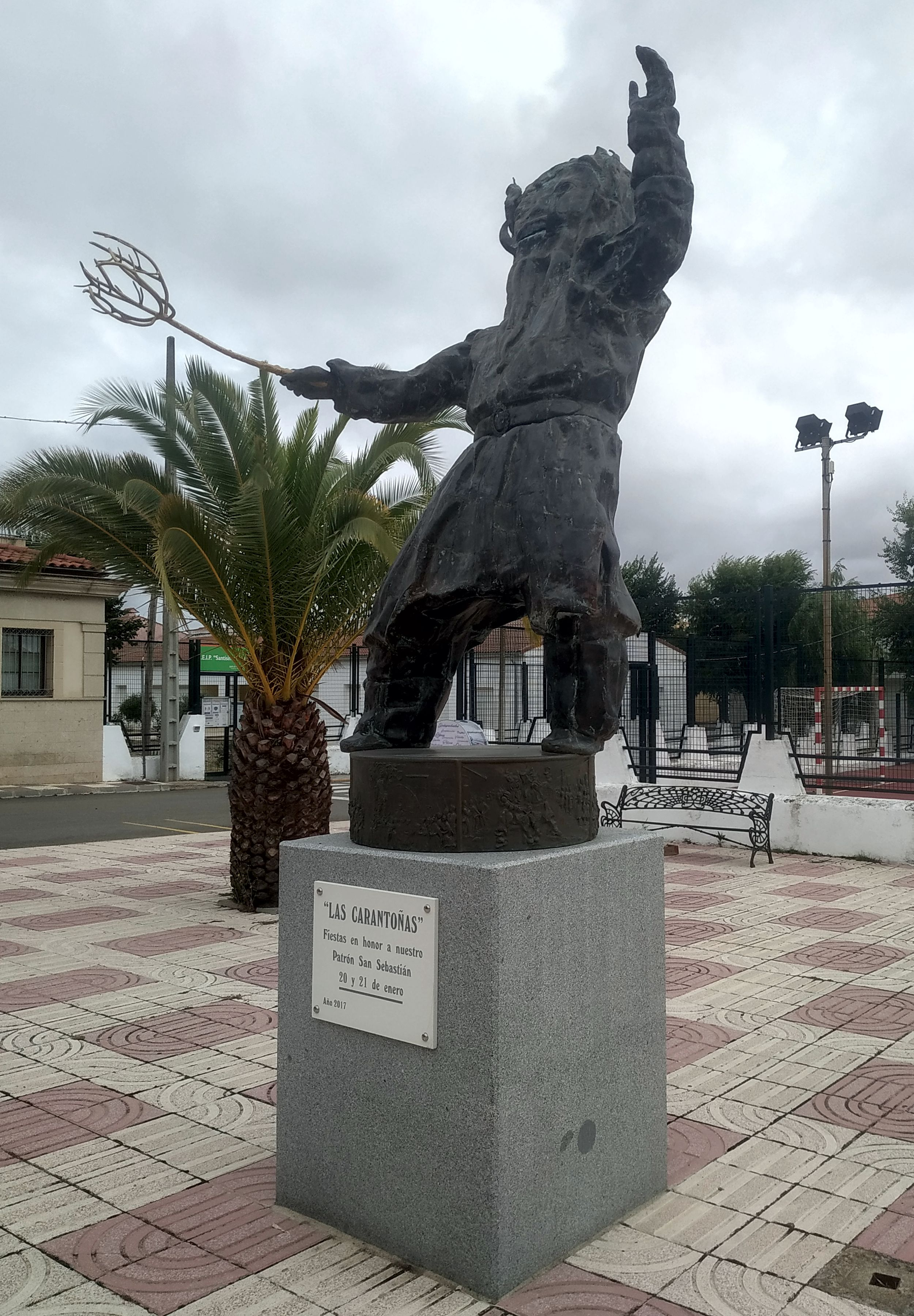
Monumento a las carantoñas en Acehúche

En el siglo XIX todavía una de las Carantoñas simulaba mantener relaciones sexuales con una mujer (el galán y la madama) y fruto de ella nacía al poco tiempo una carantoña que era alimentada por las restantes con las gachas citadas.
Más adelante, la madama era interpretada por otra carantoña, hasta que finalmente ha desaparecido. La fiesta está cargada de símbolos de muy diverso tipo, pero la pérdida del código de lectura dificulta cualquier interpretación.
En 1987 se declararon Las Carantoñas como Fiestas de Interés Regional, logrando la declaración de Fiestas de Interés Turístico Nacional en 2019.